# Chriodes punctifer
Chriodes punctifer là một loài tò vò trong họ Ichneumonidae.